# Cyprus op het Eurovisiesongfestival 2011
Cyprus nam deel aan het Eurovisiesongfestival 2011 in Düsseldorf, Duitsland. Het was de 29ste deelname van het land op het Eurovisiesongfestival. De CyBC was verantwoordelijk voor de Cypriotische bijdrage voor de editie van 2011.

## Selectieprocedure
In december 2009 maakte CyBC zijn plannen voor het Eurovisiesongfestival van 2011 bekend. Er zou naar een geschikte kandidaat gezocht worden via Performance, de Cypriotische versie van X Factor. Er werden alleen kandidaten toegelaten tussen 16 en 30 jaar oud. Vanaf 19 maart 2010 werd er dertien weken lang een afvallingsrace georganiseerd. In de jury zaten Lia Vissi, Costas Kakoyiannis, Neoclis Neocleous en Fotis Nikolaou. Samen zorgden zij voor 60% van de stemmen. De overige 40% inbreng was voor het publiek, dat kon stemmen via televoting. Uiteindelijk bleven er dertien kandidaten over voor de grote finale op 10 september 2010.
In de finale zaten:
- Costa Ioannides
- Christos Mylordos
- Nicole Nikolaidou
- Louis Panagiotou
- Daphne Seisou
- Annita Skoutela
- Stella Stylianou
- Malvina Charalambidi
- Marios Charalambous

Uiteindelijk won Christos Mylordos met 11.004 stemmen. In de finale zong hij het nummer Supreme van Robbie Williams. Louis Panagiotou, die Cyprus vertegenwoordigde op het Junior Eurovisiesongfestival 2006, werd tweede met 5924 punten. Het lied waarmee hij naar Düsseldorf zou trekken, werd in het voorjaar bepaald in een nationale finale. Componisten kregen tot 31 december 2010 de tijd om nummers op te sturen. De liedjes moesten in het Grieks zijn. Het bevatten van traditionele muziekelementen werd als een pluspunt beschouwd. Een zevenkoppige jury koos op 20 januari het lied waarmee Mylordos naar Düsseldorf trekt. De keuze viel op San aggelos s'agapisa.

## In Düsseldorf
In Düsseldorf trad Cyprus aan in de tweede halve finale, op 12 mei. Cyprus was als negende van 19 landen aan de beurt, na Zweden en voor Bulgarije. Bij het openen van de enveloppen bleek dat Christos Mylordos zich niet had geplaatst voor de finale. Na afloop van het festival werd duidelijk dat Cyprus op de voorlaatste plaats was geëindigd, met slechts 16 punten. Alleen Nederland deed het nog slechter.

### Gekregen punten

#### Halve Finale 2
| 12 punten | 10 punten | 8 punten | 7 punten    | 6 punten   |
| --------- | --------- | -------- | ----------- | ---------- |
|           |           | - Italië |             | - Oekraïne |
| 5 punten  | 4 punten  | 3 punten | 2 punten    | 1 punt     |
|           |           |          | - Duitsland |            |

### Punten gegeven door Cyprus

#### Halve Finale 2
Punten gegeven in de halve finale:
| 12 punten | Zweden      |
| 10 punten | Bulgarije   |
| 8 punten  | Roemenië    |
| 7 punten  | Slovenië    |
| 6 punten  | Denemarken  |
| 5 punten  | Oekraïne    |
| 4 punten  | Oostenrijk  |
| 3 punten  | Wit-Rusland |
| 2 punten  | België      |
| 1 punt    | Israël      |

#### Finale
Punten gegeven in de finale:
| 12 punten | Griekenland         |
| 10 punten | Zweden              |
| 8 punten  | Azerbeidzjan        |
| 7 punten  | Frankrijk           |
| 6 punten  | Slovenië            |
| 5 punten  | Oekraïne            |
| 4 punten  | Verenigd Koninkrijk |
| 3 punten  | Denemarken          |
| 2 punten  | Rusland             |
| 1 punt    | Italië              |